# 國友真由美
國友 真由美（くにとも まゆみ、1975年3月28日 - ）は、日本のフリーアナウンサー。元RCC中国放送記者。元テレビ埼玉（TVS）のアナウンサー、奈良県出身。身長：162cm、血液型：O。
現在は、エス・オー・プロモーション所属。
奈良県立奈良高等学校、京都大学文学部社会学専攻卒業、1997年RCC中国放送に入社。報道に配属され、元々は、アナウンサーではなく、記者をやっていた。2002年12月、RCC中国放送退社。フリーキャスターとなる。その後2004年4月から2006年3月まで、テレビ埼玉に在籍。退職後も、フリーキャスターとして活躍中。
私生活では2011年に結婚、同年12月27日に予定日より2週間早く帝王切開にて第1子の女児出産したことをブログで報告している。

## 出演番組

### 過去
- ウォッチ・ザ・カンパニー（ラジオNIKKEI）
- プレ ファイナンシャルBOX（ラジオNIKKEI） 月曜日アシスタント
- ファイナンシャルBOX（ラジオNIKKEI） 水曜日アシスタント
- ごごびんニュースコーナー（テレビ埼玉）
- ニュース930（テレビ埼玉）
- 埼玉ビジネスウォッチ（テレビ埼玉）
- 街角グルメいい店みつけた！（メディアッティ東上ケーブルテレビ）
- ウォッチ!（TBSテレビ）リポーター
- THE・サンデー → THE・サンデーNEXT（日本テレビ、 - 2011年3月27日）リポーター